# Manuel L. Quezon
Manual L. Quezon, all'anagrafe Manuel Luis Quezon y Molina (Baler, 19 agosto 1878 – New York, 1º agosto 1944), è stato un politico filippino.

## Biografia
Nel 1907 fondò, insieme a Sergio Osmeña, il Partido Nacionalista. Ha servito come presidente delle Filippine dal 15 novembre 1935 fino alla sua morte avvenuta il 1º agosto 1944. Il suo secondo mandato come Presidente, essendo stato rieletto, è iniziato il 31 dicembre 1941.
Quezon è il secondo presidente delle Filippine, dopo Emilio Aguinaldo, la cui gestione non ha ricevuto alcun riconoscimento internazionale. Massone, fu Gran maestro della Gran Loggia delle Filippine dal 1918 al 1919. Riposa al Manila North Cemetery.